# Theodor Hermann von Spiegel
Theodor Hermann von Spiegel zum Desenberg und Canstein (* 6. Dezember 1712; † 11. Mai 1779) war Landdrost des Herzogtums Westfalen.

## Familie
Er stammte aus dem Adelsgeschlecht der von Spiegel. Sein Vater war Johann Eberhard von Spiegel. Die Mutter war Josina Maria Antoinette (geb. von Schade). Er selbst war zweimal verheiratet. Seine erste Frau war Maria Theresia von Niederklingenburg. Aus der Ehe ist neben zwei anderen Kindern der spätere kurkölnische Minister Franz Wilhelm von Spiegel hervorgegangen. Seine zweite Frau war Adolphine Franziska von Landsberg zu Erwitte. Mit dieser hatte er fünf Kinder. Darunter waren auch der spätere Erzbischof von Köln Ferdinand August von Spiegel und der Berghauptmann Friedrich Wilhelm von Spiegel zum Desenberg.

## Leben
Von Spiegel war seit 1747 kurkölnischer geheimer Konferenzrat und fürstlich paderbornischer geheimer Rat. Im Jahr 1758 wurde er Landdrost des Herzogtums Westfalens und damit Stellvertreter des Kurfürsten von Köln in diesem Territorium. Er war damit auch Präsident des Ritterstandes auf dem Westfälischen Landtag. Zudem war er Drost in Marsberg und Volkmarsen. Er wurde 1762 Eigentümer des Klingenburger Hofes in Bühne.
Nach seinem Tod wurde sein Sohn Franz Wilhelm sein Nachfolger in dem Amt des Landdrosten.